# 石板哨站 (地铁)
石板哨站是贵阳轨道交通S1线的地铁车站，位于中华人民共和国贵州省贵阳市花溪区贵安大道南侧，于2024年12月28日开通。

## 车站结构
石板哨站平行于贵安大道南侧，靠近金石西部石材城呈东西向设置，为地下二层岛式站台车站，车站长301.8米，车站地下一层为站厅层，地下二层为站台层。车站西侧设有两条出入段线，连通石板停车场。
| 地面              | 出入口 | A、B、D1、D2出入口                                                                                    |
| 地下一层          | 站厅   | 客服中心、自动售票机、验票机                                                                          |
| 地下二层          | 站台   | \| \| \| █ S1线往皂角坝（天河潭） \| \| 島式 · 開左邊车门 \| \| \| \| \| \| █ S1线往望城坡（金竹） \| |
|                   |        | █ S1线往皂角坝（天河潭）                                                                              |
| 島式 · 開左邊车门 |        | |
|                   |        | █ S1线往望城坡（金竹）                                                                                |

## 车站出口
石板哨站目前开放4个出入口，各出口及周围设施如下所示：
| 编号                    | 出入口信息 | 照片 | 无障碍设施 |
| ----------------------- | ---------- | ---- | ---------- |
| A · 出口                | 贵安大道   |      | 不適用     |
| B · 出口 · （设有）     | 贵安大道   |      |            |
| D · 1 · 出口 · （设有） | 贵安大道   |      |            |
| D · 2 · 出口            | 贵安大道   |      | 不適用     |
| 图例： 设有             |            |      |            |

## 接驳交通

### 公交车
- 轨道石板哨站：327路，花溪20路

## 车站历史
本站建设时期工程名为石板镇站，开通前正式命名为石板哨站，站名来自车站所处的石板镇传统地名。
- 2022年5月21日，车站主体结构封顶[2]。
- 2024年12月28日，车站随S1线工程通车开通[1]。